# 허계도
허계도(許繼道)는 고려 말기의 효자로, 본관은 김해이다.

## 약력
고려 우왕 때 개성 소윤을 지냈다. 1383년 왜구가 고려를 공격해 고려가 어지러울 때 어머니가 죽자, 어머니의 무덤 옆에 초가집을 짓고 3년간 무덤을 지켰다. 후에 우왕이 이 사실을 알고 그의 고향에 정문을 세워 주었다.